# نوپسرها سابابیریوییتا
نوپسرها سابابیریویِیتا یک گونه سوسک از خانوادهٔ سوسک‌های شاخک‌دراز است. موریس پیک در سال ۱۹۱۶ این گونه را توصیف و بررسی کرد.